# Walter Feit
Walter Feit   (Viena, 26 d'octubre de 1930 - Branford, 29 de juliol de 2004) va ser un matemàtic estatunidenc, nascut a Viena.

## Vida i Obra
Feit va néixer a Viena en una família de botiguers jueus. El 1939, després de l'annexió d'Austria al Tercer Reich i el creixent antisemitisme, els sues pares el van enviar a Londres el 1939 en el darrer dels Kindertransport que van organitzar els britànics per acollir nens jueus. No va tornar a veure mai més els seus pares. A Londres va estar amb una tieta, però aviat el govern britànic va començar a evacuar els nens per portar-los a zones rurals més segures. El 1943 va obtenir una beca per estudiar a l'Escola Tècnica d'Oxford (actualment universitat Oxford Brookes) on va estudiar fins acabada la guerra.
El 1946, una altra tia seva, que vivia a Miami, va aconseguir que anés als Estats Units, on després d'obtenir el títol d'ensenyament secundari, va ingressar a la universitat de Chicago en la qual es va graduar en matemàtiques el 1951. A continuació va anar a la universitat de Michigan per a fer recerca en teoria de grups supervisat per Richard Brauer. Com que Brauer se'n va anar a la universitat Harvard l'any següent, la seva tesi doctoral, defensada el 1955 a Michigan, va ser dirigida, nominalment, per Bob Thrall.
El 1953 va ser nomenat professor ajudant a la universitat Cornell, de la qual va passar el 1964 a la universitat Yale, on va fer la resta de la seva carrera acadèmica, fins que es va jubilar el 2003.
La recerca de Feit va ser en el camp de la teoria de grups. És recordat especialment, juntament amb John Griggs Thompson, per haver demostrat el teorema de l'odre senar (o Teorema de Feit-Thompson) que afirma qualsevol grup finit d'ordre senar és resoluble. La demostració del teorema va ser publicada en un número sencer del Pacific Journal of Mathematics i ocupava més de dos-centes cinquanta pàgines. Feit va tenir un important paper en la classificació dels grups simples finits. Va publicar dos llobres sobre el tema, a més de més de vuitanta articles científics.